# XGGI

XGGI é um servidor de ecrã

XGGI é uma parte acelerada do servidor X que usa a General Graphics Interface (GGI) e LibGGI para hardware independentes de gráficos e de entrada. Ele suporta 8-, 15-, 16-, 24-, e 32-bit de modos saída para múltiplos monitores em qualquer alvo LibGGI que tem um DirectBuffer pixellinear, e deve ser executado em qualquer resolução do alvo que pode suportar. XGGI foi testado com sucesso no  KGI, X, fbdev, svga, DGA, lcd823 e metas tile.
A capacidade de XGGI para rodar em si mesmo por via GGI X11 faz Xnest supérfluo.
XGGI 1.6.2 foi baseado em XFree86 3.3.3. Ele apresentava  pouca aceleração, mas foi o primeiro com Xserver verdademente suportar multihead e que não exigem privilégios de root.
Novas funcionalidades no XGGI 2.0.0 mais de 1.6.2:
- Baseia-se no Xorg X11R7.0
- xdpyinfo mostra 24 extensões X Window (RENDER, RANDR, MIT-SHM, ...)
- Suporta IPv6
- Ele suporta a roda do mouse
- Armazenamento de backup é 100% acelerado
- Aceleração de muitas operações de janelas
- Suporte para muito mais e novas arquiteturas de hardware & sistemas operacionais